# Фрайбурзький трамвай
47°59′42″ пн. ш. 7°50′59″ сх. д. / 47.995° пн. ш. 7.8497222222222° сх. д.
Фрайбурзький трамвай (нім. Straßenbahn Freiburg im Breisgau) — мережа електричного трамвая, що працює у Фрайбурзі-ім-Брайсгау, Німеччина. Довжина мережі становить 42,1 км, налічує 5 трамвайних ліній. Оператор — муніципальна компанія Freiburger Verkehrs AG (VAG), організатор перевезень — Regio-Verkehrsverbund Freiburg (RVF).

## Історія

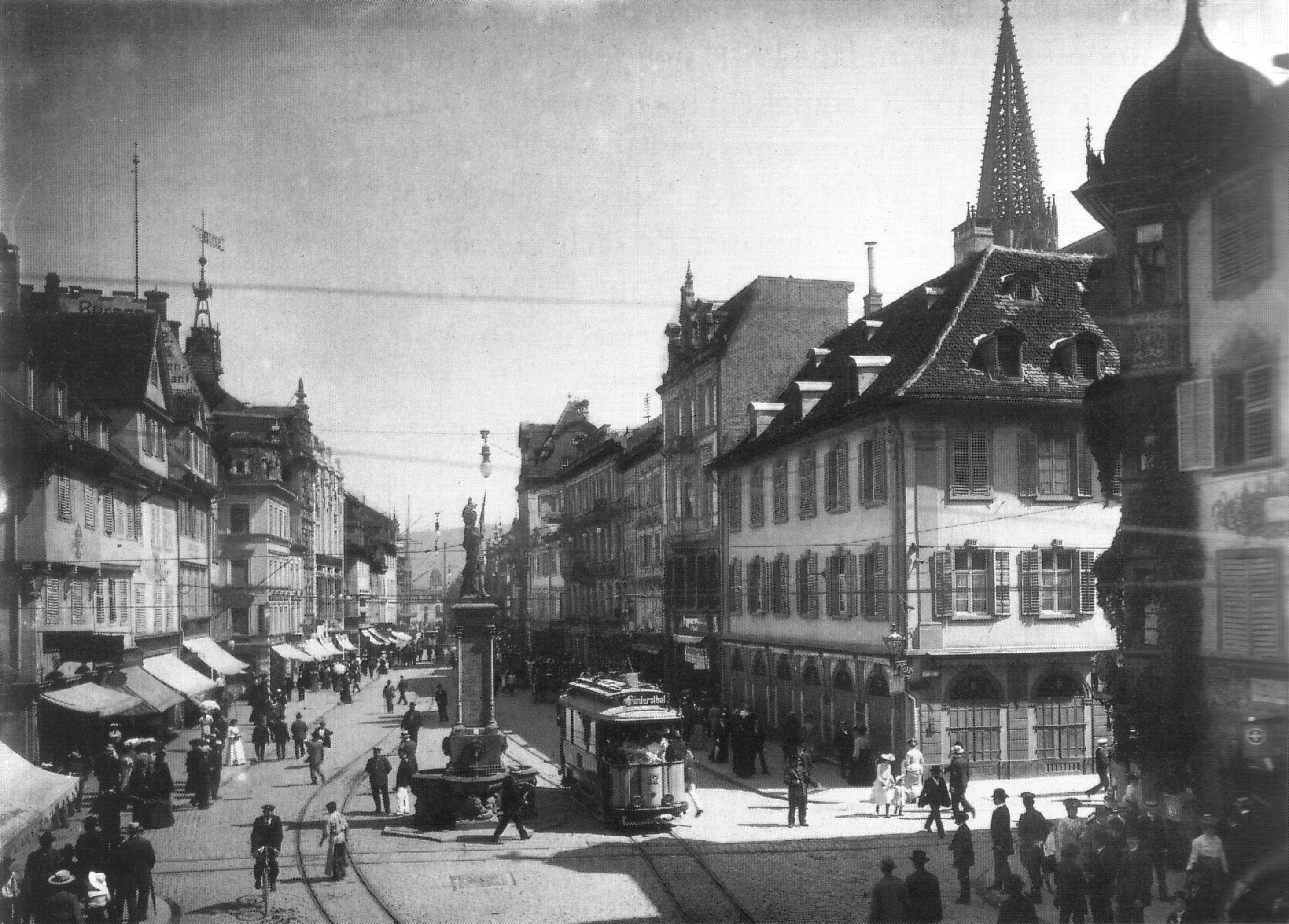
Пересадочна станція Бертольдсбруннен, 1904 рік

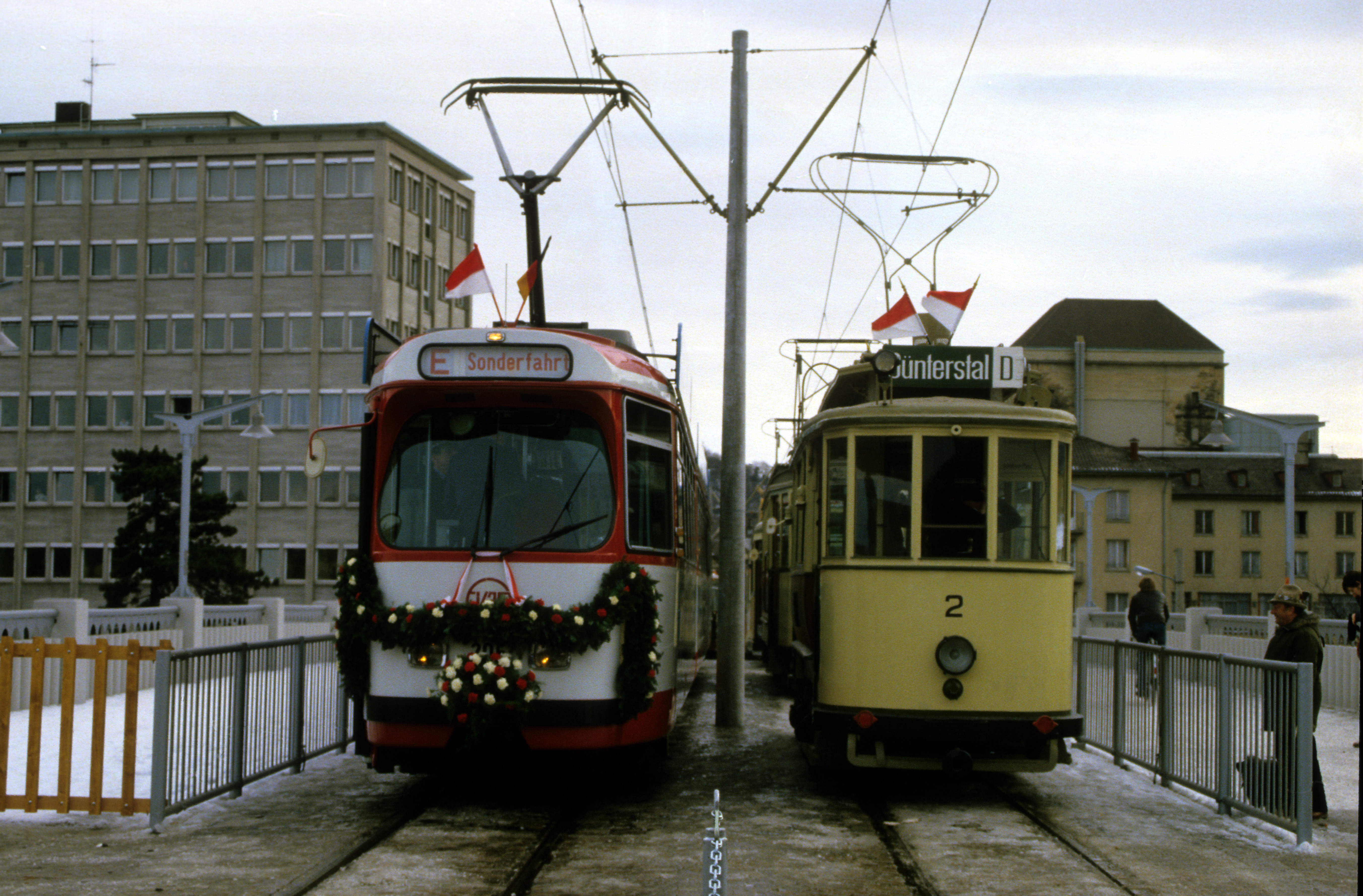
Відкриття трамвайного маршруту через Штюлінгербрюкке, 1983 рік

Перші проекти трамвайної мережі у Фрайбурзі-ім-Брайсгау з'явилися в 1890-х рр. У 1899 році було створено Дирекцію електрозаводів і трамваїв, а в 1900 році компанії Siemens & Halske доручили побудувати трамвайну мережу.
Викликом для проектантів у центрі Фрайбурга стали Фрайбурзькі потічки — невеликі канали, що проходять між дорогою та узбіччям. У разі сходження з рейок вагон міг впасти в такий канал. Крім того, зупинки мали бути належним чином закріплені, щоб запобігти виходу та входу пасажирів у воду. Зрештою вирішили, що потічки залишаться в центрі як символ міста.
Трамвайну мережу відкрито восени 1901 року. На кінець того ж року працювали чотири трамвайні лінії A–D, мережа мала довжину 9 км та 34 зупинки.
У наступні роки відбувся швидкий розвиток трамвайної мережі. Лінії B і C розширені до двоколійних, а також відкриті нові дільниці мережі. Уже в 1906 році Фрайбург мав 6 трамвайних ліній.
З 1909 р. лінії позначають арабськими цифрами, а з 1921 р. — додатково кольорами.
Авіанальотами, під час Другої світової війни, пошкоджено значна частина мереж і транспортних засобів. У другій половині 1940-х років більшість зруйнованих дільниць відновлено. Наприкінці 1950-х років діяло 5 трамвайних ліній.
У 1971 році надійшли в експлуатацію перші сучасні трамваї GT8 виробництва Duewag. Трамвайна мережа Фрайбурга протистояла тенденції Західної Європи 1970-х років до відмови від трамваїв на користь автобусів та індивідуального транспорту. У 1972 році Кайзер-Йозеф-штрассе закрили для автомобільного руху, але колії, що пролягали через неї, не прибрали. У 1983 році відкрито нову лінію до Падуаалее, і тоді ж були змінені маршрути чинних ліній. У 1984 році компанія запровадила перші місячні проїзні квитки в Німеччині. В результаті кількість пасажирів значно зросла..
У 1990 році у Фрайбурзі з'явився перший трамвай GT8N з низькопідлоговою секцією, а з 1994 року також експлуатуються трамваї GT8N з більшою часткою низькопідлогової секції.

## Лінії
У Фрайбург-ім-Брайсгау є 5 постійних трамвайних ліній, позначених цифрами від 1 до 5. Крім того, кожній присвоєно інший колір.
| Лінія | Маршрут                                                  |
| ----- | -------------------------------------------------------- |
| 1     | Літтенвайлер — Бертольдсбруннен — Ландвассер             |
| 2     | Гюнтерсталь — Бертольдсбруннен — вокзал — Горнуссштрассе |
| 3     | Фаубан — Бертольдсбруннен — Гайд                         |
| 4     | Церинген — Бертольдсбруннен — Мессе                      |
| 5     | Ризельфельд — Гаслах — Міський театр — Ойропаплац        |

## Рухомий склад[6]
| Виробник | Тип                   | В експлуатації з | Кіл-сть | Фото |
| -------- | --------------------- | ---------------- | ------- | ---- |
| Duewag   | GT8K                  | 1981             | 2       |      |
| Duewag   | GT8N                  | 1990             | 10      |      |
| Duewag   | GT8D                  | 1993             | 26      |      |
| Siemens  | GT8C Combino Basic    | 1999             | 8       |      |
| Siemens  | GT8C Combino Advanced | 2004             | 10      |      |
| CAF      | GT8U Urbos            | 2015             | 17      |      |
| Загалом: | Загалом:              | Загалом:         | 73      |      |